# Ixchela pecki
Ixchela pecki är en spindelart som först beskrevs av Willis J. Gertsch 1971.  Ixchela pecki ingår i släktet Ixchela och familjen dallerspindlar. Inga underarter finns listade i Catalogue of Life.